# Division d'Honneur 1950-51
La Primera División de Bélgica 1950/51 fue la 48.ª temporada de la máxima competición futbolística en Bélgica.

## Tabla de posiciones
| Pos | Equipo                         | PJ | PG | PE | PP | GF | GC | Pts | DG  | Notas                    |
| --- | ------------------------------ | -- | -- | -- | -- | -- | -- | --- | --- | ------------------------ |
| 1   | R.S.C. Anderlecht              | 30 | 13 | 12 | 5  | 66 | 38 | 38  | +28 |                          |
| 2   | K Berchem Sport                | 30 | 17 | 4  | 9  | 71 | 48 | 38  | +23 |                          |
| 3   | K.R.C. Mechelen                | 30 | 13 | 10 | 7  | 55 | 43 | 36  | +12 |                          |
| 4   | R.F.C. de Liège                | 30 | 13 | 9  | 8  | 65 | 41 | 35  | +24 |                          |
| 5   | Beerschot                      | 30 | 13 | 8  | 9  | 67 | 44 | 34  | +23 |                          |
| 6   | Royal Antwerp FC               | 30 | 13 | 8  | 9  | 54 | 52 | 34  | +2  |                          |
| 7   | K.A.A. Gent                    | 30 | 11 | 10 | 9  | 43 | 38 | 32  | +5  |                          |
| 8   | Standard Liège                 | 30 | 11 | 8  | 11 | 44 | 47 | 30  | -3  |                          |
| 9   | R.O.C. de Charleroi-Marchienne | 30 | 12 | 5  | 13 | 60 | 60 | 29  | 0   |                          |
| 10  | KV Mechelen                    | 30 | 12 | 5  | 13 | 58 | 69 | 29  | -11 |                          |
| 11  | R. Charleroi S.C.              | 30 | 9  | 9  | 12 | 42 | 47 | 27  | -5  |                          |
| 12  | Racing Club Bruxelles          | 30 | 9  | 8  | 13 | 43 | 49 | 26  | -6  |                          |
| 13  | Tilleur FC                     | 30 | 9  | 8  | 13 | 41 | 48 | 26  | -7  |                          |
| 14  | Daring Club Bruxelles          | 30 | 7  | 9  | 14 | 46 | 66 | 23  | -20 |                          |
| 15  | Beringen FC                    | 30 | 9  | 4  | 17 | 43 | 78 | 22  | -35 | Descenso a la Division I |
| 16  | Club Brugge K.V.               | 30 | 6  | 9  | 15 | 27 | 57 | 21  | -30 | Descenso a la Division I |

PJ = Partidos jugados; PG = Partidos ganados; PE = Partidos empatados; PP = Partidos perdidos; GF = Goles a favor; GC = Goles en contra; Pts = Puntos; DG = Diferencia de goles